# Bábur kertje
A Bábur kertje (perzsául: باغ بابر (bág-e Bábur)) történelmi parkot, amely Afganisztán fővárosában, Kabulban található, Bábur mogul sah alapította a 16. században. A sah síremléke ebben a parkban található. A terület, amely egyike a legrégebbi fennmaradt mogul kerteknek, a világörökségi javaslati listán szerepel.

## Története
A parkot Bábur, a Mogul Birodalom alapítója hozta létre, miután 1504-ben elfoglalta és székhelyévé tette Kabult. Az uralkodó, aki maga is szenvedélyes kertész volt, személyesen vett részt legalább 10 kabuli kert megtervezésében és felügyeletében, köztük ezében a parkéban is, amelynek azonban eredeti neve nem ismert. A terület, amelyen a parkot létrehozta, nem volt üres: többek között egy hatalmas, az időszámításunk előtti 3. századból származó épület maradványai álltak rajta.
Bábur politikai okokból arra kényszerült, hogy kelet felé tartson, így 1526-ban elfoglalta India északi részét, majd 1530-ban Agrában elhunyt. India poros síkságain tartózkodva azonban honvágyat érzett: azt kívánta, hogy majd Kabulban temessék el. Így is lett: özvegye 1544 körül a holttestet hazaszállíttatta Kabulba, a Bág-e Báburba. Hogy a számos park közül miért pont ezt választotta, hogy itt helyezzék végső nyugalomra, arra a fennmaradt források nem adnak magyarázatot, de lehetséges, hogy a döntésben közrejátszott az a tény, hogy már korábban is használták ezt a helyszínt temetkezésre: téglaboltozatos, kőüreges sírokat tártak ugyanis fel itt.
Mint a mogul dinasztia alapítójának nyughelye, a kert nagy tiszteletnek és megbecsülésnek örvendett a következő évszázadokban is. Bábur örökösei, főként Dzsahángír sah és fia, Sáh Dzsahán sah az akkori közízlést tükröző stílusban kivitelezett építkezések támogatásával segítették elő a kert fennmaradását és szépülését. Eme spirituális vonatkozáson kívül a politikai térben is jelentőséggel bírt a park, mivel az uralkodói jelenlétet is hirdette. Ennek köszönhető, hogy bár folyamatos változáson ment át egészen a 20. század elejéig, de fennmaradt a mogulok bukása után is. Abdur Rahman emír a 19. század végén az 1842-es földrengésben megrongálódott parkot felújíttatta, de az általa véghezvitt építkezések különösen „tolakodóak” voltak: ebből az időszakból származik a délkeleti sarokban álló haram szeráj, valamint a 9. terasz tengelyén álló pavilon, amely eltakarta a kilátást Sáh Dzsahán mecsetje és Bábur ezekben az időkben egy fallal körbeépített sírja irányába a nyugati bejárat felől. 1930 körül azonban Nadir Sah király a szeráj és a pavilon kivételével eltávolíttatta az új építményeket, visszaállította a sír könnyed kinézetét, teaházakat és vendéglőket létesített a parkban, és megnyitotta azt a nagyközönség számára.
Az 1990-as évek elejéig a város irányításáért zajló harcok frontvonalában feküdt, az egymással hadakozó felek több, egymásra kilőtt rakétája is a parkba csapódott be, az emberek pedig számos követ elhordtak innen megrongálódott házaik kijavításához. A vízszivattyúk eltűntek, így a park fái kiszáradtak, a száraz fákat pedig a lakosság elhordta tüzelőnek. Mindezek következtében a park teljesen tönkrement, a 20. és 21. század fordulóján területén tehenek és birkák legelésztek, látványát egy szovjet stílusú úszómedence is rontotta. 2002 és 2005 között a Német Régészeti Intézet egy 13 szakaszból álló ásatást végzett a területen, feltárva annak múltját. 2003-ban indult el a park 2008-ig tartó rehabilitációja, amelyet az afgán kormány és Kabul önkormányzata is támogatott.

## Leírás
A mintegy 11,5 hektáros, közel téglalap alakú, fallal körbekerített park Afganisztán fővárosában, Kabulban található a Kabul folyó keleti partján, a Kuh-e Ser Darvaza hegy lejtőjének alján. Területe nyugatról keletre emelkedik, összesen 15 teraszt alakítottak ki rajta. Főtengelye, amelyen egy márványból készült vízlevezető csatorna húzódik végig, szintén megközelítőleg nyugat–keleti irányú; a tengely keleti végéből, a legmagasabb részről kiváló kilátás nyílik a területre. A park nagy részét füves és fás részek borítják, de számos virágágyást is létesítettek, és több vízmedence és szökőkutak is találhatók benne. Főkapuja, fala, a benne található mecset és a karavánszeráj nem az alapításkor épült, de még 1660 előttről származik.
Fái között több száz cseresznye-, mandula-, szeder- és gránátalmafa található meg, amelyet a 21. századi felújítás során ültettek el.

## Képek

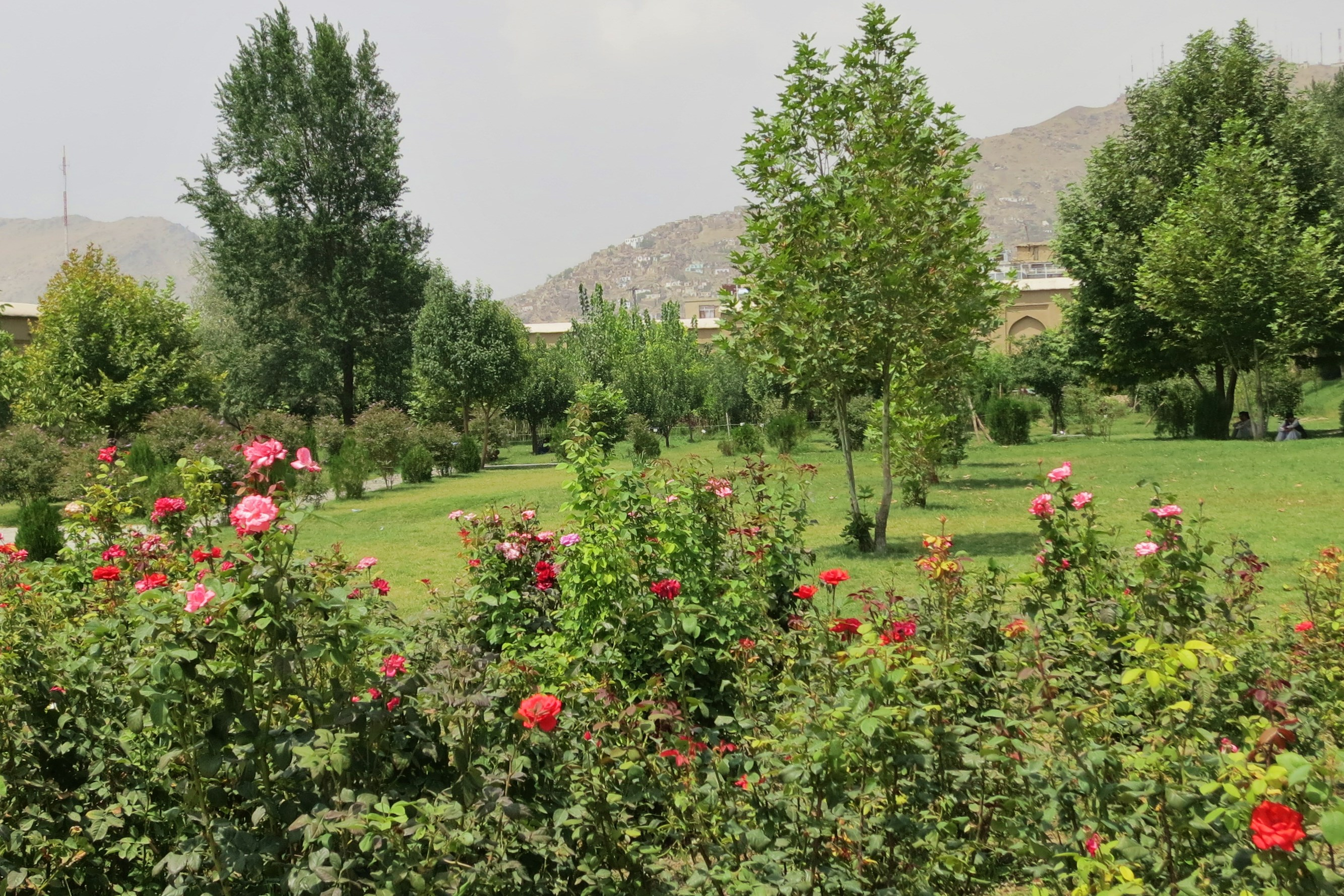
Részlet a parkból
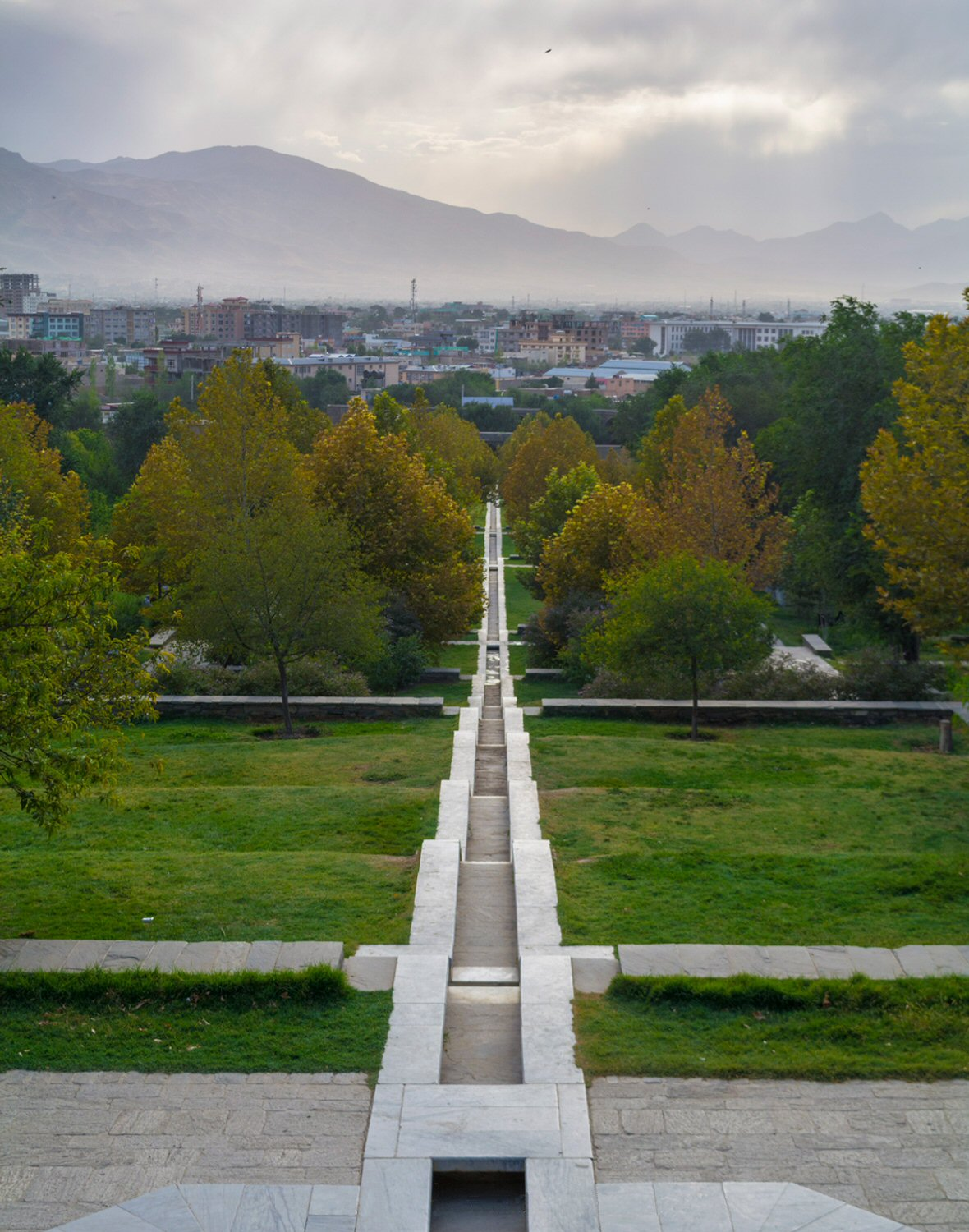
Részlet a parkból
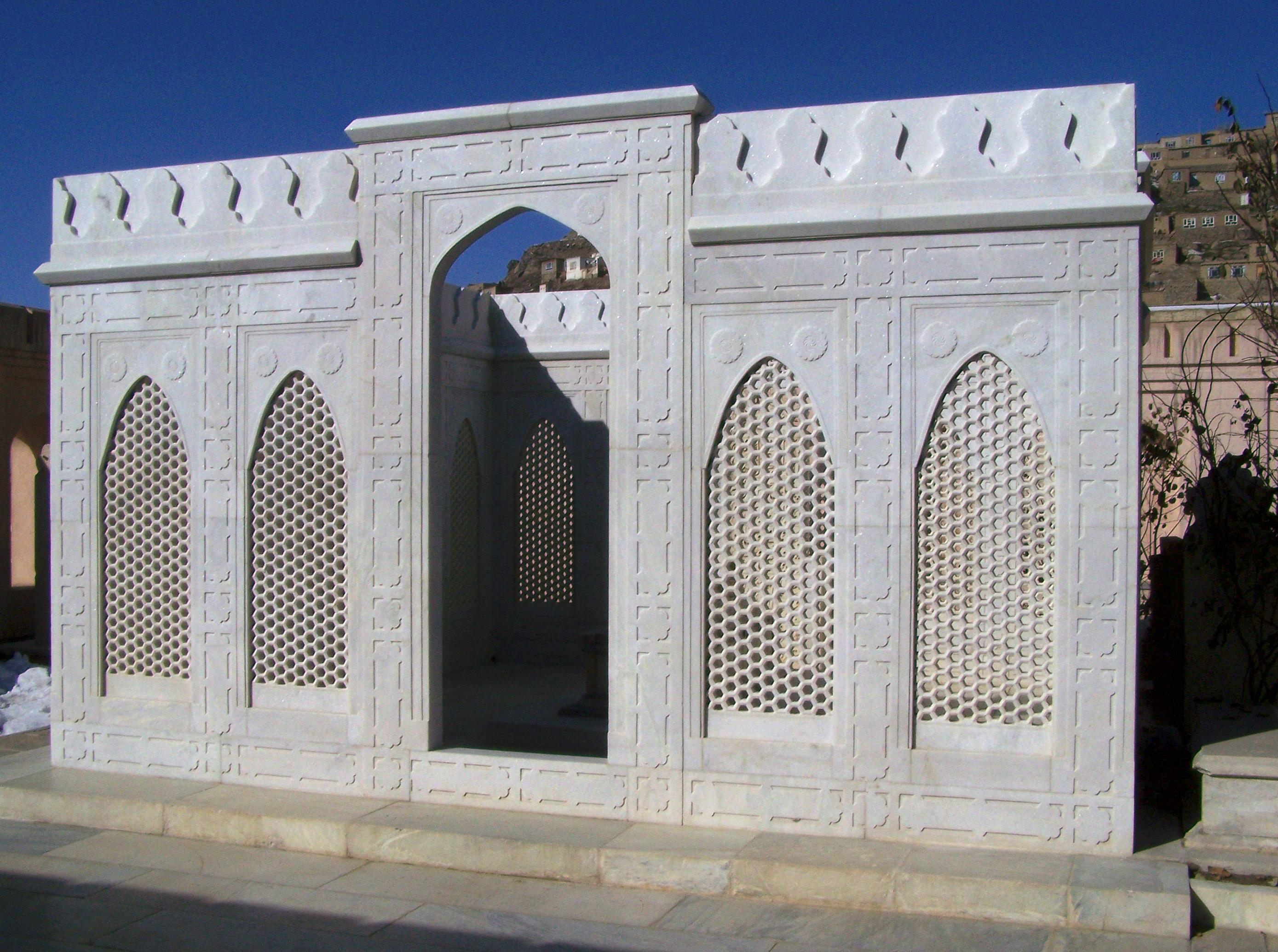
Bábur síremléke a parkban
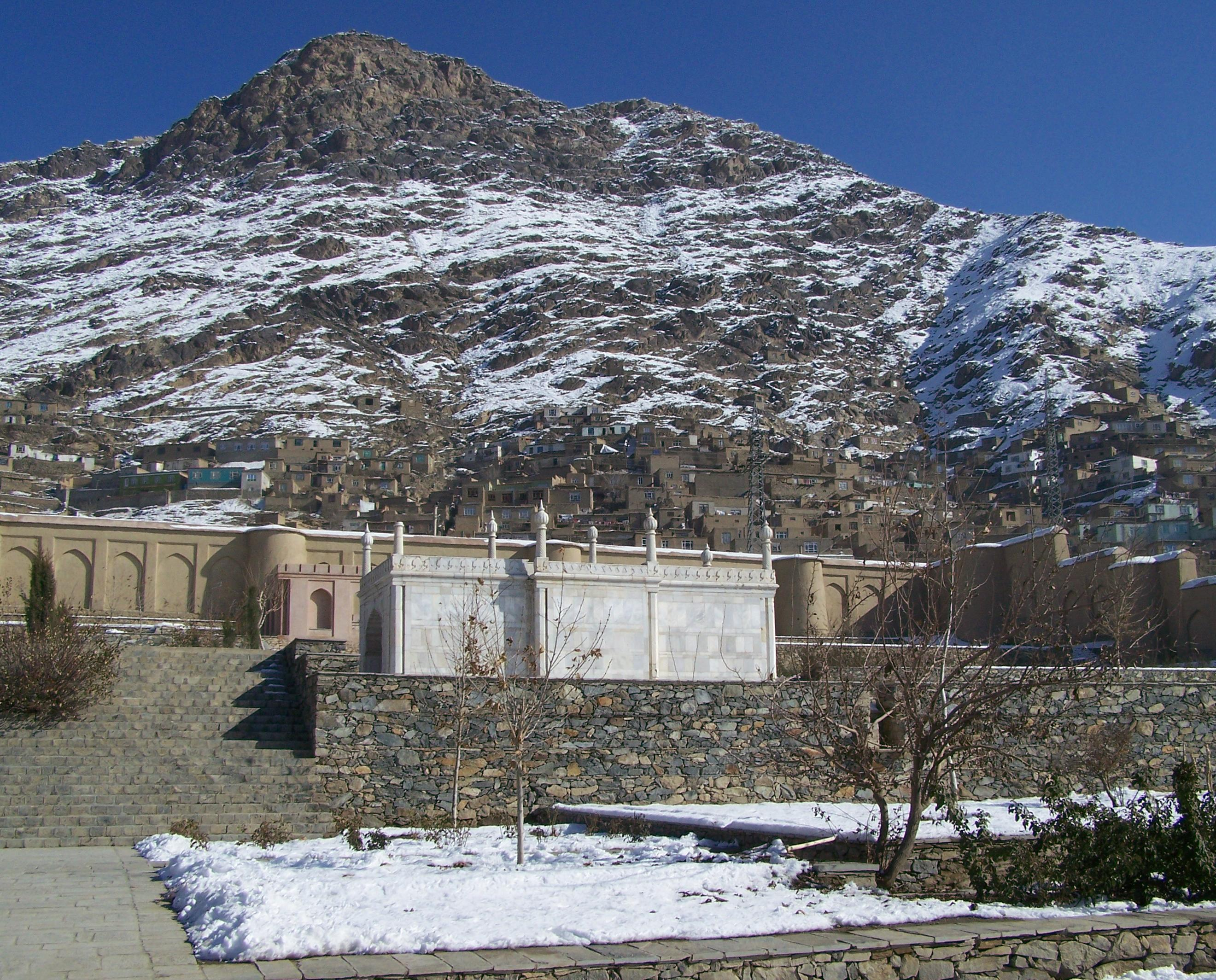
A park széle, háttérben egy havas heggyel
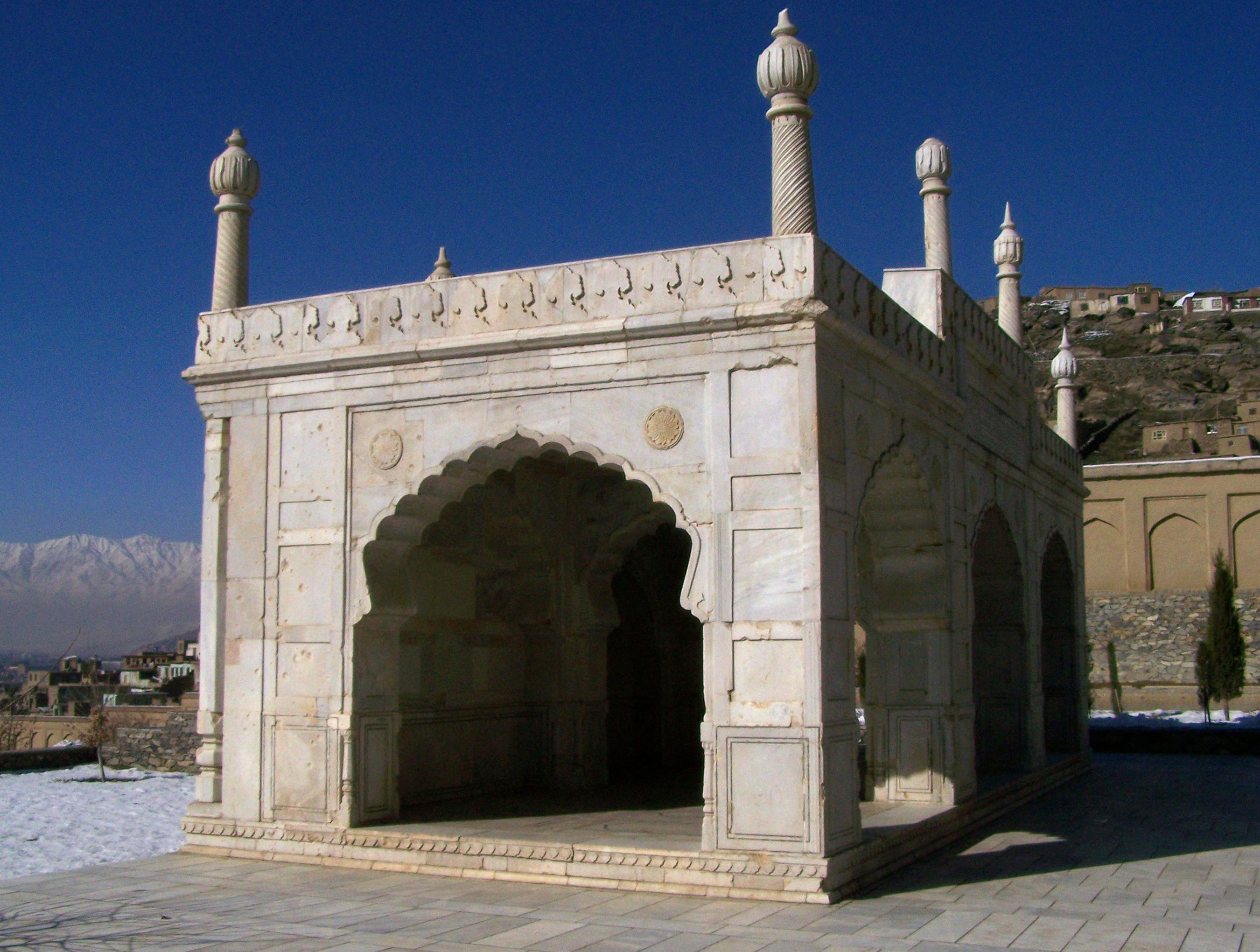
A park mecsetje